# ワズゲン・マヌキャン

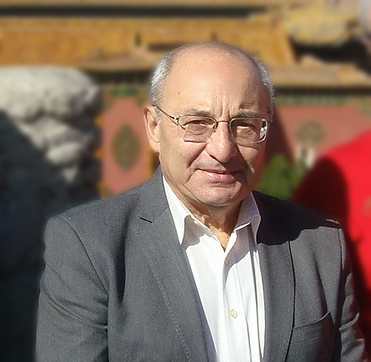
ワズゲン・マヌキャン

ワズゲン・マヌキャン（1946年2月13日 -）は、アルメニア共和国の政治家。首相、国防相を歴任。アルメニア共和国軍の創設者の1人。
レニナカン（現ギュムリ）出身。1969年、エレバン国立大学を卒業。1985年、物理・数学科学準博士。

1972年から1996年まで大学講師を務め、1988年カラバフ委員会の委員となる。同年12月、逮捕され、6ヶ月間刑務所に服役。1989年アルメニア全国民運動第一副理事、1990年から翌年までアルメニア首相を務める。1991年、国民民主連合党を創設。1992年、国防相代行に任命され、戦略研究センター長。この間、1990年から1999年までアルメニア最高会議（国会）代議員。